# Aphelandra tridentata
Aphelandra tridentata  es una especie de  subarbusto, perteneciente a la familia de las  acantáceas,  es originaria de América. 

## Descripción
Son hierbas a subarbusto que alcanzan hasta los 2 m de alto. Las hojas son elípticas a elíptico-oblongas, de 10–18 cm de largo y 2.5–3 cm de ancho, márgenes enteros a undulados; con pecíolos de hasta 3 cm de largo. Las inflorescencias en forma de espigas de hasta 11 cm de largo, solitarias, terminales, con brácteas imbricadas, oblongo-lanceoladas, de 35–40 mm de largo y 5–15 mm de ancho, márgenes con 1–2 pares de dientes por encima de la mitad, sin nectarios; los sépalos lanceolados, de hasta 11 mm de largo; corola de 50–65 mm de largo, rojo brillante; estambres exertos. Frutos ovado-apiculados, ca 15 mm de largo, glabros, lustrosos.

## Distribución y hábitat
Es una especie rara que se encuentra en claros parcialmente sombreados en los bosques perennifolios, de la zona atlántica; en alturas de 150–300 metros; florece en feb, jun, fructifica en noviembre en Nicaragua y Costa Rica.

## Taxonomía
Aphelandra tridentata fue descrita por William Botting Hemsley y publicado en Biologia Centrali-Americana; . . . Botany 2(12): 513. 1882.